# شروين رجبعلي فردي
شيرفين رادجابالي فاردي (مواليد 17 مايو 1991 في برلين - ألمانيا) لاعب كرة قدم ألماني يلعب حاليا لصالح نادي الدرجة الأولى هرتا برلين الألماني منذ 2003 في مركز الظهير الأيسر . .

## روابط خارجية
- شروين رجبعلي فردي على موقع قاعدة بيانات كرة القدم.إي يو (الإنجليزية)
- شروين رجبعلي فردي على موقع بيانات كرة القدم. دي إي (الألمانية)
- شروين رجبعلي فردي على موقع عالم كرة القدم.نت (الإنجليزية)
- شروين رجبعلي فردي على موقع كووورة